# Neolimnophila bergrothi
Neolimnophila bergrothi är en tvåvingeart som först beskrevs av Carl Ernst Otto Kuntze 1919.  Neolimnophila bergrothi ingår i släktet Neolimnophila och familjen småharkrankar. Inga underarter finns listade i Catalogue of Life.